# Alaa Talbi
Alaa Talbi ( en árabe: علاء الطالبي‎) es un activista de la sociedad civil y de los derechos humanos  de origen tunecino. Nació en Kasserine, el 4 de abril de 1978.
Alaa actualmente ocupa el puesto de director ejecutivo del Foro Tunecino para los Derechos Económicos y Sociales (FTDES), en el que ha abogado por temas de carácter social tales como los derechos de las mujeres y los inmigrantes También ostenta cargos en otras organizaciones de carácter regional e internacional; tales como el de ser afiliado tunecino en la fundación canadiense Alternatives.

## Activismo y sociedad civil

### Migración y marginación
Alaa Talbi destacó varias veces el riesgo que existe en la brecha entre la agenda gubernamental y los problemas reclamados por los jóvenes, así como la marginación de los mismos dentro de los partidos políticos. 
Durante el establecimiento de la transición democrática, la Instancia de la Verdad y la Dignidad clasificó a ciertas regiones como "regiones víctimas". Alaa, originalmente de Kasserine, presentó la petición al Foro Tunecino para los Derechos Económicos y Sociales - FTDES, con la ayuda de la asociación belga, "Abogados sin Fronteras".  Kasserine, con una gobernación marginada y pobremente desarrollada, fue la primera región dentro de la lista. 
Otra problemática expuesta por Talbi fue el fenómeno de suicidios e intentos de suicidio, el cual se presentaba principalmente en  estudiantes y adultos.

### Derechos humanos y de la mujer
Además de su posición como director del FTDES, Talbi es el representante legal del Centro Libio de los Derechos Humanos - Mudafa, y el tesorero del afiliado de Túnez dentro de la Liga Tunecina de los Derechos humanos.
Como activista de los derechos humanos, Alaa trabaja para abogar por varios casos, tales como los derechos de las trabajadoras, el Racismo, la trata de personas y el abuso infantil.
Talbi participó también en la campaña de liberación de Jabeur Mejri, y en la movilización de una marcha blanca para el caso de Eya: una chica quemada por su padre en un crimen por honor.

### Movimientos sociales
Los movimientos sociales han aumentando desde la Revolución de los Jazmines. Alaa Talbi, así como otros activistas de diversas sociedad civiles, han intentado plantear los problemas de manera clara para encontrar soluciones, destacando la importancia de las negociaciones pacíficas entre los manifestantes y el gobierno, sin la necesidad de la intervención del ejército.
Ha publicado varias declaraciones en nombre del FTDES, en donde ha criticado la política sistemática de apuntar a los activistas sociales y protestantes.

### Foro social mundial
Además del Foro Tunecino para los Derechos Económicos y Sociales, Talbi es también miembro de la Junta en varias organizaciones internacionales como el Foro Social Tunecino, el Foro Social Magreb, el Foro Social Africano, el Foro Social de Medios Libres, y el Foro Social Mundial.
Un mes después del asesinato de Chokri Belaid en 2013, Talbi fue parte del comité de organización del Foro Social Mundial, el cual se mantuvo en Túnez a pesar de lo acontecido. El foro reunió a más de 30 000 asistentes de todo el mundo para apoyar a Túnez y a más de 1100 organizaciones tunecinas.
A pesar de que el año de 2015 sucedieron varios ataques terroristas en Túnez, Talbi y otros activistas de sociedades civiles trajeron el Foro Social Mundial al país nuevamente. Un día después del Ataque al Museo del Bardo, Alaa Talbi rectificó en una declaración pública la organización del FSM 
y su marcha con destino al Museo del Bardo. Durante esa edición, se produjeron pocas tensiones con la delegación argelina; quienes anteriormente no estaban autorizados por sus autoridades a participar en el Foro.

## Publicaciones y vida académica

### Academia
Alaa Talbi es conocido como un académico y e investigador especializado en estudios mongoles y mamelucos. Enseñó Historia de los Medios en el Instituto de Estudios Aplicados para las Humanidades de la Universidad de Jendouba.
Talbi fue doctorado en Historia Medieval por parte de la Facultad de humanidades y ciencias sociales en Túnez, y la Ecole Pratique des Hautes Etudes en París. Anteriormente, defendió su tesis de maestría titulada "La presencia mongol en el espacio mameluco (1258-1335)" en la Facultad de Artes y Humanidades de Manouba, Túnez.
Previo a ello, Talbi había publicado algunos ensayos académicos y algunas lecturas críticas. En el año 2012, un ensayo sobre "la tipología del miedo para una población" apareció en un libro titulado "Bilād al-Šām encarando a los mundos exteriores" de Denise Aigle.
Sumado a ello, un estudio suyo sobre la diplomacia en tiempos de guerra entre los mongoles persas y los mamelucos egipcios apareció en 2007. En el mismo año, publicó también una lectura crítica "Reuven Amitai, Los Mongoles en las Tierras Islámicas, Estudios en la historia del Ilkhanate" .

### Poesía y literatura
Alaa Talbi también es conocido por su poesía en árabe y en su dialecto tunecino; donde publica bajo el apodo de "Weld ElHafyena" como homenaje a su madre y a todas las mujeres de las regiones marginadas de Túnez.. 
En 2013,  escribió “La sonrisa de Neirouz” como un tributo a su amigo Chokri Belaid, quien fue asesinado más temprano en ese mismo año. El poema fue declamado por Ghalia Benali.
Uno de sus poemas "y ahora te hemos asesinado" (en árabe: قتلناك) fue galardonado y traducido al francés. Posteriormente, fue publicado en el 2013 junto con los textos y poemas de otros autores en el libro "Diáspora Tunecina: Exilios y Diálogos".